# Myrmeleonostenus stangei
Myrmeleonostenus stangei är en stekelart som beskrevs av Porter 1998. Myrmeleonostenus stangei ingår i släktet Myrmeleonostenus och familjen brokparasitsteklar. Inga underarter finns listade i Catalogue of Life.